# Stout

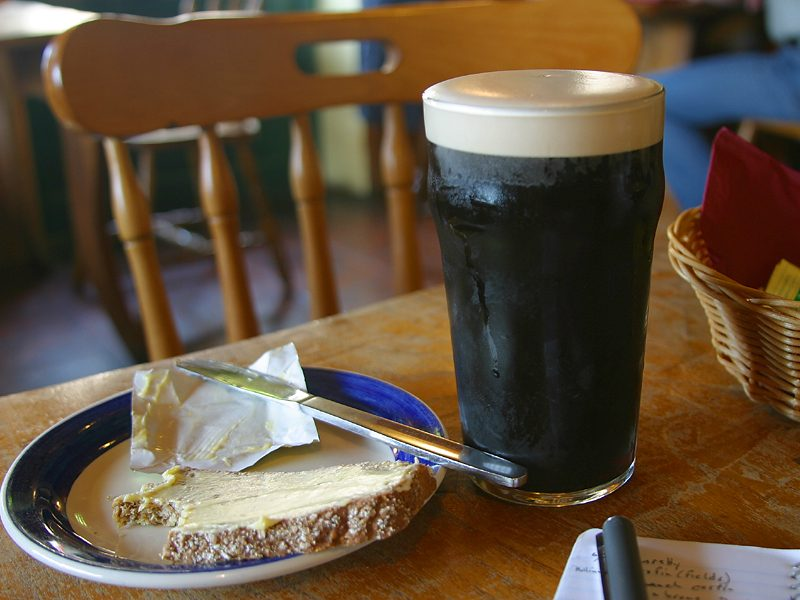
Ein Glas Stout mit Butterbrot

Das Stout ist ein opakes, tiefdunkles, zumeist obergäriges Bier mit weicher über bitterer bis hin zu scharfer Röstmalzaromatik, unterschieden durch landestypische Traditionen und Interpretationen. Entstanden auf den britischen Inseln, ist allen Stouts ihre cremefarbene bis hellbraune, feinporige Schaumkrone gemein; vom Fass einmalig durch Stickstoff bei der Schanktechnik verstärkt. Der Alkoholgehalt beträgt bei den Basisvarianten üblicherweise 4–5,5 Vol.-%, kann bei Imperial Stouts aber auch 12 Vol.- % und mehr betragen.

## Geschichte
Stout (englisch für ‚kräftig‘) wurde im 18. Jahrhundert in England entwickelt. Der Name ist die Kurzform von Stout Porter, einem stärker als das übliche Porter eingebrauten Arbeiterbier. Weltweit bekannt wurde der Bierstil durch das von Arthur Guinness im 18. Jahrhundert adaptierte, irische Dry Stout. Guinness verwendete statt geröstetem Gerstenmalz unvermälzte, geröstete Rohgerste (Rohfrucht) und erhöhte die Hopfengabe. Irish Stout zeichnet sich durch ein typisches, adstringierendes Mundgefühl und höhere Bittere aus.

## Ausprägungen und Klassifizierung
Varianten des Stouts haben sich über die ganze Welt verbreitet und unterschiedliche Ausprägungen erfahren. Gemein ist dem Bierstil nachtfarbener Stouts, dass er immer aus hellem Malz gebraut wird. Seine Farbe wird aus unvermälzter Röstgerste erzeugt, der Schaum aus Gerstenrohfrucht wie Haferflocken oder Weizenflocken.
Stout bedeutet so viel wie "stolz" oder "stark". Ursprünglich ein stärker eingebrautes Porter mit bis zu 18 °P Stammwürze, löste Stout das bei britischen und irischen Arbeitern verbreitete Porter in den Sechziger Jahren allmählich ab und wurde dabei gleichzeitig immer schwächer. Mit Aufkommen der Craftbier-Bewegung wurden alte Stile wiederentdeckt, der Bierstil ausdifferenziert.
Das auch im deutschsprachigen Raum anerkannte Beer Judge Certification Program (BJCP) in den Vereinigten Staaten, einem Verein für Bier-Sommeliers, unterscheidet zwischen irischen, britischen und amerikanischen Stouts.

### Irische Stouts
Traditionelle irische Stouts sind bernsteinfarbene bis dunkle, obergärige Biere von mäßiger bis leicht starker Stärke und nicht zu verwechseln mit den stärkeren Exportversionen, deren Geschmack Großbrauereien vorgeben.

#### Irish Stout
Das weltweit bekannteste Stout zeichnet sich durch mäßiges, kaffeeähnliches Aroma aus und ist traditionell ein Fassbier. Es kann leichte Sekundärnoten von dunkler Schokolade, Kakao oder geröstetem Getreide aufweisen, optional mit einem geringen erdigen oder blumigen Hopfenaroma. Es hat einen mittelschweren Körper mit einem cremigen Charakter und wenig Kohlensäure. Trotz seines hohen Anteils an dunklem Getreide ist dieses Bier bemerkenswert weich. 
In Irland gibt es regionale Unterschiede. So sind Cork-Stouts süßer, weniger bitter und enthalten Aromen von Schokolade.
Bekannte Brauereien sind Guinness in Dublin, Murphy's und Beamish in Cork oder Kilkenny.

#### Irish Extra Stout
Die etwas stärkere Variante des Stout ist ein vollmundigeres Dunkelbier mit ausgeprägtem Röstaroma, das oft an Kaffee und dunkle Schokolade erinnert und eine gewisse malzige Komplexität aufweist. Die Ausgewogenheit kann von mäßig bittersüß bis bitter reichen, gefolgt von leichten Sekundärnoten von dunkler Schokolade, Kakao, Keksen, Vanille oder geröstetem Getreide.
Traditionell ist ein Irish Extra Stout ein stärkeres, in Flaschen abgefülltes Bier, mit bis zu 6,0 Vol-%, das geschmacklich zwischen einem Stout und einem Foreign Extra Stout angesiedelt ist.
Bekannte Biere sind Guinness Extra Stout aus Dublin oder O'Hara's Leann Folláin aus Cork.

### Britische Dunkelbiere
Britische Stouts sind mittelstark bis starke, bittere bis süße Biere, die in Britannien ihren Ursprung haben, auch wenn heute einige heute eher mit Irland in Verbindung gebracht werden. In diesem Fall bedeutet „britisch“ die britischen Inseln im weiteren Sinne, nicht Großbritannien.

#### Sweet Stout
Unter den Dunkelbieren ist das in den frühen 1900er Jahren entwickelte englische Sweet Stout die mildeste Varietät. Mit seinem milden Getreidearoma kann dieses vollmundige, leicht röstige Stout an cremige Kaffeesahne oder gesüßten Espresso erinnern. Am Gaumen dominiert eine mäßige Bitterkeit, die zusammen mit mittlerer bis starker Süße einen Kontrastpunkt zum Röstcharakter der Malze setzt. Der Gesamteindruck kann dabei zwischen süß, mäßig trocken bis etwas röstig schwanken. 
Wie bei vielen milderen Varianten kontert unvergärbarer Milchzucker den oftmals harschen und brenzligen Geschmack dunkler Biere und verleiht ihm eine Restsüße. Die Gabe von Milchzucker und weiteren Zutaten ist in Deutschland nach dem Vorläufigen Biergesetz an Ausnahmegenehmigungen der jeweiligen Behörden gebunden, nach dem Bayerischen Reinheitsgebot gar verboten. Ausländische Brauereien unterliegen diesen Einschränkungen nicht. 
Bis auf das stärkere Tropical Stout ist der Röstcharakter dieses Stout-Stils mild und nicht verbrannt und ähnlich ausgewogen wie Oatmeal Stouts.
Bekannte Biere sind das Bristol Beer Factory Milk Stout, Mackeson's XXX aus Hythe in der Grafschaft Kent oder Marston’s Pearl Jest Stout aus Burton upon Trent, das ein weltweit gerühmtes mineralisches Brauwasser verwendet.

#### Oatmeal Stout
Unter den Stouts nimmt das ursprünglich schottische Oatmeal für sich in Anspruch, das ausbalancierteste zu sein. Es ist ein dunkles, röstiges, cremig-vollmundiges Stout mit genügend Süße, um den Hafereindruck zu tragen.
Der milde, röstige, kaffeeartige Charakter ist in einen mittleren bis vollen Körper mit einer seidigen, samtigen, manchmal fast öligen Geschmeidigkeit eingebettet, die durch Haferflocken oder Hafermehl erzeugt wird. Der Hafer erzeugt überdies oft einen nussigen Nachgeschmack. 
Wie das Sweet Stout um 1900 entwickelt, war das Oatmeal zwischen den Weltkriegen sehr beliebt, dann vergessen und wurde dann durch die Craft-Bier-Bewegung wiederentdeckt. Eingeordnet werden kann es als Kreuzung zwischen einem Irish Extra Stout und einem Sweet Stout mit Hafermehlzusatz, mit Ausschlägen in Richtung süßeres Sweet Stout und nussig, würziges Irish Extra Stout.
Typische Vertreter dieses Bierstils sind das Broughton Stout Jock aus Wales oder das Samuel Smith Oatmeal Stout aus Tadcaster in Yorkshire.

#### Tropical Stout
In der Mitte von Stout-Versionen angesiedelt ist das sehr dunkle, süße, fruchtige, mäßig starke Dunkelbier aus der Karibik und tropischen Regionen. Angesiedelt als Stout mit weichen, röstigen Aromen, aber ohne verbrannte Schärfe, kann es Melasse, Lakritze, verbrannten Zucker, Trockenfrüchte oder weinartige Aromen aufweisen. Stärkere Versionen verfügen über ein subtiles, sauberes Alkoholaroma.
Tropical Stouts sind eine lokale Adaption ausländischer Extra Stouts, die mit einheimischen Methoden in der Karibik und anderen tropischen Märkten gebraut werden. Die Bitterkeit ist geringer als bei Export-Stouts, da diese Biere nicht ins Ausland verschifft werden müssen. Zur Erhöhung der Stammwürze wird oft Zucker verwendet, mit ein Grund oft für rumartige Aromen. Eine Besonderheit dieses Stils ist die Verwendung untergäriger Hefe, die aber warm vergoren wird.
Tropical Stouts schmecken wie ein vergrößertes Sweet Stout mit mehr Fruchtigkeit, dabei Imperial Stouts ähnlich, wenngleich ohne deren hohe Bitterkeit und verbrannte Röstung. Sie sind deutlich süßer als die ähnlich gehaltvollen Foreign Extra Stouts.
Typische Vertreter sind das Bahamian Strong Back Stout auf den Bahamas, das Dragon Stout auf Jamaika oder das Lion Stout auf Sri Lanka.

#### Foreign Extra Stout
Als stärkste britische Varietät ist das vornehmlich außerhalb Europas erhältliche Foreign Extra Stout mäßig stark bis sehr trocken, begleitet von ausgeprägten Röstaromen. Oft erinnert es an stark gerösteten Kaffee, dunkle Schokolade oder leicht verbranntes Getreide, begleitet von süßen Aromen oder Melasse, Lakritz und Trockenfrüchten. Stärkere Versionen können ein subtiles, sauberes Aroma von Alkohol aufweisen. Üblich ist eine hellbraune bis braune Schaumkrone mit guter Haltbarkeit. Ein mittelstarker bis voller Körper, manchmal mit weichem, manchmal mit cremigem Charakter klingt mit einem leicht trockenen Abgang stilytypisch aus, optional begleitet mit einem mäßig kräuterigen oder blumigen Hopfenaroma. 
Foreign Extra Stouts sind ähnlich ausgewogen wie ein Irish Extra Stout, haben aber mehr Alkohol. Sie sind nicht so groß und intensiv wie ein Imperial Stout, dafür fehlt ihnen die starke Bitterkeit und die hohe Hopfenmenge eines American Stout. Sie haben eine ähnliche Stammwürze wie ein Tropical Stout, jedoch mit trockenerem Abgang und höherer Bitterkeit. 
Bekannte Vertreter dieses Bierstils finden sich bis ins 18. Jahrhundert zurückreichend in der gesamten angelsächsischen Welt, so das Coopers Best Extra Stout im australischen Adelaide, La Cumbre Malpais Stout aus Albuquerque in New Mexico, das Ridgeway Foreign Export Stout aus Reading in der englischen Grafschaft Berkshire oder das vielfach prämierte Pelican Tsunami Export Stout aus Pacific City in Oregon. Stilprägend ist indes das Guinness Foreign Extra Stout aus Dublin, das ab 1801 als West India Porter für den Export stärker gehopft eingebraut wurde, um es haltbarer beim Transport und heißem Wetter  zu machen.

### Amerikanische Stouts
Die amerikanischen Varietäten haben sich allesamt aus ihren englischen Vorbildern entwickelt und wurden von amerikanischen Handwerksbrauern völlig umgestaltet. Im Allgemeinen sind diese Stile größer, stärker, röstbetonter und hopfenbetonter als ihre englischen Vettern.

#### American Stout
Amerikanisches Stout ist die aggressivere Variante seiner britischen oder irischen Vettern: tiefschwarz, stark und ebenso stark geröstet, bitter und deutlich hopfig mit einer festen hellbraunen Schaumkrone, hat es oft einen schokoladigen, kaffeeartigen oder leicht verbrannten Charakter und im Hintergrund eine malzige Fülle. Der Abgang ist trocken bis mittel-süß, manchmal mit einem harzigen Hopfenaroma, das als „amerikanisch“ wahrgenommen wird. Stärkere Versionen können eine leichte Alkoholwärme aufweisen. Manchmal werden diese Biere auch „Robust Porter“ genannt.
American Stouts sind eine aggressivere Version früherer Porters aus der Zeit vor der Prohibition, die erstmals mit Aufkommen der modernen Craft-Bier-Ära 1974 gebraut wurden. Im Vergleich sind sie wie ein hopfiges, bitteres, stark geröstetes Extra oder Export Stout. Größere, stärkere Versionen gehören zum Stil des Russian Imperial Stout.
Bekannte Biere sind das Avery Out of Bounds Stout aus Boulder in Colorado, Deschutes Obsidian Stout aus Bend in Oregon oder das North Coast Old No. 38 aus Fort Bragg in Kalifornien.

#### Imperial Stout
Das stärkste Stout ist ein geschmacksintensives, großes, dunkles Ale mit einer breiten Palette an Geschmacksbalancen und regionalen Interpretationen. Röstig-verbranntes Malz mit tiefen dunklen oder getrockneten Fruchtaromen und einem wärmenden, bittersüßen Abgang zeichnen diesen Trunk aus. Trotz der intensiven Aromen müssen die Komponenten miteinander verschmelzen, um ein komplexes, harmonisches Bier zu schaffen. Der hohe Alkoholgehalt und die Viskosität können beim Schwenken des Bieres im Glas als Fenster sichtbar werden. Imperial Stouts eignen sich gut für mehrere Jahre Lagerung und werden dabei nicht selten portweinartig.
Traditionell eine englische Biersorte, die aber heute in Amerika weiter verbreitet ist. Manche Liebhaber und Fachautoren unterscheiden zwischen amerikanischen und englischen Varietäten. Amerikanische Imperial Stouts werden als dabei als bitterer und hopfiger beschrieben, englischen als malziger und traditioneller, oft als Russian Imperial Stout bezeichnet. 
Die Wurzeln gehen auf starke englische Porter zurück, die um 1700 für den Export gebraut wurden und am russischen Kaiserhof beliebt gewesen sein sollen. Der Stil starb mit den Napoleonischen Kriegen fast aus und wurde erst in der modernen Craft-Bier-Ära wiederentdeckt.
Bekannte Vertreter sind American Bell's Expedition Stout aus Kalamazoo in Michigan, das Cigar City Marshal Zhukov's Imperial Stout aus Tampa in Florida, das North Coast Old Rasputin Imperial Stout aus Fort Bragg in Kalifornien sowie das Le Coq Imperial Extra Double Stout aus Estland.

### Abgrenzung
Stouts gehören wie die in Österreich, Deutschland und Tschechien gebrauten Schwarzbiere zu den Dunkelbieren. Während Schwarzbiere meist dünner und süßlich sind, sind Stouts herber und trockener mit einem höheren Alkoholgehalt. Schwarzbier ist meist untergärig, Stout jedoch obergärig vergoren, Ausnahmen sind sogenannte Tropical Stouts und Foreign Extra Stouts, die mit untergäriger Lagerhefe bei höherer Temperaturen fermentiert werden. Diese untergärigen Stouts wurden zu Beginn des 19. Jahrhunderts für die Märkte in der Karibik und den Tropen entwickelt. Vorreiter war dabei die irische Brauerei Guinness.